# قصعين مصري
رعلة أو قصعين مصري أو شجرة الغزال أو رعلة (الاسم العلمي: Salvia aegyptiaca) هو نوع نباتي يتبع جنس القصعين من فصيلة الشفوية.